# Helmi-Sternstrom
Der Helmi-Sternstrom (nach Amina Helmi, s. u.), auch kurz Helmi-Strom, auch H99 streams, ist eine Gruppe metallarmer Sterne in den äußeren Bereichen der Milchstraße, die sich durch ein spezielles Bewegungsmuster auszeichnen: sie haben exzentrische Umlaufbahnen um das galaktische Zentrum mit minimal etwa 7 kpc (Kiloparsec) bis maximal etwa 16 kpc Abstand von letzterem; dabei erreichen sie Abstände von der galaktischen Ebene von bis zu 13 kpc.
Laut der Arbeit einer Forschergruppe um Amina Helmi, die auf den vom Satelliten Hipparcos gelieferten präzisen Sternörtern aufbaut, gehörten diese Sterne einst zu einer Zwerggalaxie, welche die Milchstraße umrundete, durch Gezeitenkräfte aufgelöst wurde und in einen Sternstrom übergegangen ist. Dies geschah gemäß einer Modellrechnung vor etwa 6 bis 9 Milliarden Jahren.
Zum Helmi-Sternstrom gehört der Stern HIP 13044. Eine Forschergruppe (Setiawan et al.) beschrieb in einer 2010 in Science publizierten Arbeit Hinweise auf die Existenz eines Exoplaneten um diesen Stern. Dabei wurde ein Zitat in der ESO-Pressemitteilung von der Allgemeinpresse teilweise falsch interpretiert und daher fälschlich als Entdeckung eines "extragalaktischen Planeten" anstatt eines Exoplaneten extragalaktischen Ursprungs rezipiert. Die Existenz dieses Exoplaneten bestätigte sich jedoch in einer 2014 veröffentlichten Neu-Analyse der Beobachtungsdaten nicht.